# Imadeddine Boubekeur
Pour les articles homonymes, voir Boubekeur.
Imadeddine Boubekeur (en arabe : عماد الدين بوبكر) est un footballeur algérien né le 10 juillet 1995 à Khemis Miliana. Il évolue au poste de défenseur central au Al Arabi SC.

## Biographie
Il évolue en première division algérienne avec son club formateur, l'Olympique de Médéa avant d'aller en 2018 à la JS Saoura.
Il dispute la Ligue des champions de la CAF saison 2018-19 avec la Saoura. Il joue deux matchs dans cette compétition.
Le 30 septembre 2017, il est convoqué par le sélectionneur Lucas Alcaraz pour un stage de préparation face à l'équipe du Cameroun.

## Palmarès
Olympique de Médéa
- Championnat d'Algérie D2 (1) :
  - Champion : 2015-16.
- Al-Masry SC
  - Coupe de la Ligue égyptienne  :
    - Finaliste : 2023